# Barbara Hermel-Niemczyk
Barbara Wiesława Hermel-Niemczyk (ur. 13 listopada 1943 w Łodzi) – polska siatkarka i trenerka. Pochodzi z usportowionej rodziny. Ojciec Wiesław Hermel, matka Kazimiera Stańczyk oraz brat Mirosław także uprawiali sport.
Zawodniczka rozpoczęła sportową karierę w Łodzi i z tym miastem była związana prawie do końca sportowej działalności. W reprezentacji Polski zadebiutowała w 1964 r. i grała w niej przez dwanaście kolejnych lat. Rozegrała 172 spotkania; wzięła  udział w ważnych imprezach: igrzyskach olimpijskich w 1968, mistrzostwach świata w 1974 i mistrzostwach Europy w 1967, 1971 i 1975. Ma 174 cm wzrostu.
W 1968 r. została odznaczona Srebrnym Krzyżem Zasługi.

## Życie prywatne
Była żoną Andrzeja Niemczyka, trenera żeńskiej reprezentacji Polski w piłce siatkowej. Ich córką jest Małgorzata Niemczyk, siatkarka.

## Kluby
- 1961–1973 Start Łódź
- 1973–1976 ChKS Komunalni Łódź
- 1976–1977 Pallavolo Alzano Lombardo
- 1977–1979 Bergamo
- 1979–1980 Reggio Emilia
- 1980–1982 Fano
- 1982–1983 Cenate Sotto

## Sukcesy
3. miejsce – IO 1968

 2. miejsce – ME 1967

 3. miejsce – ME 1971

 1. miejsce – Mistrzostwa Polski
1968, 1971,1972, 1973, 1976

 2. miejsce – Mistrzostwa Polski 1970

 3. miejsce – Mistrzostwa Polski 1966, 1967, 1969

 1. miejsce – Mistrzostwa Włoch 1977

 3. miejsce – Puchar Europy Mistrzów Krajowych 1973

4. miejsce – Puchar Europy Mistrzów Krajowych 1972